# Babka marmurkowata
Babka marmurkowata (Proterorhinus marmoratus) – gatunek ryby z rodziny babkowatych.

## Występowanie
Zlewiska mórz Czarnego i Azowskiego.
Płytkie wody przybrzeżne, jeziora oraz większe rzeki. Unika silnego nurtu. Żyje małymi grupkami lub samotnie w silnie zarośniętych miejscach o mulistym podłożu, w które się zagrzebuje. Odporna na zanieczyszczenie wody.

## Opis
Osiąga długość do 11,5 cm. Ciało krępe, głowa krótka i wysoka. Otwór gębowy nie sięga do przedniej krawędzi oka. Pysk tępy, zakończony grubymi wargami. Przednie otwory nosowe w formie rurek o długości około 1 mm, zwisające ponad górną wargą. Trzon ogona krótki i wysoki. W najdłuższym szeregu wzdłuż ciała ma 38-46-36-48 łusek. Płetwa grzbietowa dwudzielna, pierwszy człon posiada 6-7 kolców, drugi 1 kolec i 11-16 miękkich promieni. Płetwy piersiowe bardzo duże, sięgają do 4-5 promienia drugiej płetwy grzbietowej.
Ubarwienie  szarożółtawe, szarozielonkawe lub szarobrązowawe, z rysunkiem ciemnych plam. Poniżej oka wyraźna, okrągława, ciemna, z tyłu biało obwiedziona plama. U nasady płetwy ogonowej również czarna, trójkątna, biało obwiedziona plama. Wszystkie płetwy z wyjątkiem przyssawki z rzędami brązowych punktów. Samce w okresie tarła przybierają czarne ubarwienie z czerwona plamą na pierwszej płetwie grzbietowej.

## Odżywianie
Odżywia się fauną denną.

## Rozród
Tarło odbywa się w kwietniu i maju.